# Canton de la Vallée de la Têt
Le canton de la Vallée de la Têt est une circonscription électorale française du département des Pyrénées-Orientales créée par le décret du 26 février 2014 et entrée en vigueur lors des premières élections départementales suivant la publication du décret.

## Histoire
Un nouveau découpage cantonal des Pyrénées-Orientales entre en vigueur à l'occasion des élections départementales de 2015. Il est défini par le décret du 26 février 2014, en application des lois du 17 mai 2013 (loi organique 2013-402 et loi 2013-403). Les conseillers départementaux sont, à compter de ces élections, élus au scrutin majoritaire binominal mixte. Les électeurs de chaque canton élisent au Conseil départemental, nouvelle appellation du Conseil général, deux membres de sexe différent, qui se présentent en binôme de candidats. Les conseillers départementaux sont élus pour 6 ans au scrutin binominal majoritaire à deux tours, l'accès au second tour nécessitant 12,5 % des inscrits au 1er tour. En outre la totalité des conseillers départementaux est renouvelée. Ce nouveau mode de scrutin nécessite un redécoupage des cantons dont le nombre est divisé par deux avec arrondi à l'unité impaire supérieure si ce nombre n'est pas entier impair, assorti de conditions de seuils minimaux. Dans les Pyrénées-Orientales, le nombre de cantons passe ainsi de 31 à 17.
Le nouveau canton de la Vallée de la Têt est formé de communes des anciens cantons de Millas (8 communes) et de Vinça (2 communes). Avec ce redécoupage administratif, le territoire du canton s'affranchit des limites d'arrondissements, avec 2 communes incluses dans l'arrondissement de Perpignan et 8 dans celui de Prades. Le bureau centralisateur est situé au Soler.

## Représentation
| Période élective | Période élective | Mandat | Mandat   | Identité               | Nuance | Nuance | Qualité |
| ---------------- | ---------------- | ------ | -------- | ---------------------- | ------ | ------ | --- |
| 2015             | 2021             | 2015   | 2021     | Damienne Beffara       |        | PS     | Enseignante Maire de Millas (2001-2020) Vice-présidente du Conseil départemental |
| 2015             | 2021             | 2015   | 2021     | Robert Olive           |        | PS     | Contrôleur principal des douanes à la retraite Maire de Saint-Féliu-d'Amont (depuis 1995) Président de la communauté de communes Roussillon Conflent Président du groupe socialiste et apparentés au conseil départemental Ancien député de la 3e circonscription des Pyrénées-Orientales (2014-2017) |
| 2021             | 2028             | 2021   | en cours | Jacques Garsau         |        | HOR    | Maire de Millas depuis 2020 |
| 2021             | 2028             | 2021   | en cours | Armelle Revel-Fourcade |        | LR     | Technicienne, maire du Soler |

### Résultats détaillés

#### Élections de mars 2015
À l'issue du 1er tour des élections départementales de 2015, trois binômes sont en ballottage : Damienne Beffara et Robert Olive (PS, 34,94 %), Sandrine Dogor et Robert Rappelin (FN, 32,76 %) et Robert Raynaud et Armelle Revel-Fourcade (Union de la Droite, 24,84 %). Le taux de participation est de 59,58 % (11 121 votants sur 18 665 inscrits) contre 55,72 % au niveau départemental et 50,17 % au niveau national.
Au second tour, Damienne Beffara et Robert Olive (PS) sont élus avec 40,86 % des suffrages exprimés et un taux de participation de 63,29 % (4 619 voix pour 11 812 votants et 18 664 inscrits).

#### Élections de juin 2021
Le premier tour des élections départementales de 2021 est marqué par un très faible taux de participation (33,26 % au niveau national). Dans le canton de la Vallée de la Têt, ce taux de participation est de 38,09 % (7 500 votants sur 19 689 inscrits) contre 35,53 % au niveau départemental. À l'issue de ce premier tour, deux binômes sont en ballottage : Robert Olive et Caroline Pages (Union à gauche, 32,77 %) et Jacques Garsau et Armelle Revel-Fourcade (Union au centre et à droite, 30,8 %).
Le second tour des élections est marqué une nouvelle fois par une abstention massive équivalente au premier tour. Les taux de participation sont de 34,36 % au niveau national, 38,03 % dans le département et 41,76 % dans le canton de la Vallée de la Têt. Jacques Garsau et Armelle Revel-Fourcade (Union au centre et à droite) sont élus avec 53,79 % des suffrages exprimés (4 091 voix pour 8 216 votants et 19 674 inscrits),,.

## Composition

Carte du canton vis-à-vis du département.

Le nouveau canton de la Vallée de la Têt comprend dix communes entières.
| Nom                              | Code Insee | Intercommunalité                    | Superficie (km2) | Population (dernière pop. légale) | Densité (hab./km2) | Modifier                                    |
| -------------------------------- | ---------- | ----------------------------------- | ---------------- | --------------------------------- | ------------------ | ------------------------------------------- |
| Le Soler (bureau centralisateur) | 66195      | CU Perpignan Méditerranée Métropole | 10,35            | 7 896 (2022)                      | 763                | modifier les données · modifier les données |
| Corbère                          | 66055      | CC Roussillon Conflent              | 7,25             | 780 (2022)                        | 108                | modifier les données · modifier les données |
| Corbère-les-Cabanes              | 66056      | CC Roussillon Conflent              | 4,14             | 1 155 (2022)                      | 279                | modifier les données · modifier les données |
| Corneilla-la-Rivière             | 66058      | CU Perpignan Méditerranée Métropole | 11,90            | 2 013 (2022)                      | 169                | modifier les données · modifier les données |
| Ille-sur-Têt                     | 66088      | CC Roussillon Conflent              | 31,67            | 5 546 (2022)                      | 175                | modifier les données · modifier les données |
| Millas                           | 66108      | CC Roussillon Conflent              | 19,12            | 4 325 (2022)                      | 226                | modifier les données · modifier les données |
| Montalba-le-Château              | 66111      | CC Roussillon Conflent              | 15,90            | 158 (2022)                        | 9,9                | modifier les données · modifier les données |
| Néfiach                          | 66121      | CC Roussillon Conflent              | 8,81             | 1 371 (2022)                      | 156                | modifier les données · modifier les données |
| Saint-Féliu-d'Amont              | 66173      | CC Roussillon Conflent              | 6,11             | 1 262 (2022)                      | 207                | modifier les données · modifier les données |
| Saint-Féliu-d'Avall              | 66174      | CU Perpignan Méditerranée Métropole | 10,79            | 2 934 (2022)                      | 272                | modifier les données · modifier les données |
| Canton de la Vallée de la Têt    | 6616       |                                     | 126,04           | 27 440 (2022)                     | 218                | modifier les données                        |

## Démographie
En 2022, le canton comptait 27 440 habitants, en évolution de +3,58 % par rapport à 2016 (Pyrénées-Orientales : +3,92 %, France hors Mayotte : +2,11 %).
| 2013   | 2018   | 2022   |
| ------ | ------ | ------ |
| 25 574 | 26 678 | 27 440 |